# Paravibrissina parvula
Paravibrissina parvula là một loài ruồi trong họ Tachinidae.